# 布拉德·史密斯
布拉德·肖恩·史密斯（英語：Bradley Shaun Smith，1994年4月9日—）是一名具有英格兰、澳大利亚双重身份的足球運動員。他出生在澳大利亞，在14歲的時候移居英格蘭。史密斯在場上司職左後衛。現效力於美職球隊FC辛辛那提。

## 职业经历

### 俱乐部
史密斯出身于利物浦的青训系统，2012年进入利物浦俱乐部预备队。2013年12月26日在利物浦队与曼城队之间进行英超比赛，史密斯首次入选利物浦一线队正式比赛的替补名单。三天后史密斯又再次进入利物浦队与切尔西队之间进行英超比赛的替补名单，并在第59分钟顶替受伤退赛的乔·艾伦出场，这是他首次在正式比赛中出赛。
2014年8月7日，英甲球会斯温登借用史密斯一年，史密斯代表斯温登参加2014年至2015年英格蘭足球甲級聯賽。

### 国家队
虽然史密斯在澳大利亚出生，但因父母的缘故他可以代表英格兰队出赛。2011年史密斯曾入选英格兰英格蘭17歲以下足球代表隊参加2011年U17世界杯足球赛，随后他也曾代表英格兰各级青年队参加比赛。2014年8月21日澳大利亚队宣布与比利时队、沙特队进行的国际友谊赛球员名单，史密斯被澳大利亚队招入到名单中。